# Xenokrohnia
Xenokrohnia is een geslacht in de taxonomische indeling van de pijlwormen. Het dier behoort tot de familie Heterokrohniidae. Xenokrohnia werd in 1993 beschreven door Casanova.